# Kęstutis Budrys
Kęstutis Budrys (Lituania, 2 ottobre 1980) è un funzionario e politico lituano, ministro degli affari esteri della Lituania dal dicembre 2024.

## Biografia
Kęstutis Budrys ha conseguito una laurea triennale in Scienze politiche e nel 2004 un master in Relazioni internazionali all'Università di Vilnius.
Nel 2002 ha iniziato a lavorare presso il Dipartimento per la Sicurezza dello Stato della Repubblica di Lituania (in lituano Lietuvos Respublikos valstybės saugumo departamentas, VSD). Dal 2009 al 2015 è stato consigliere per l'intelligence e la politica di difesa del presidente della Lituania Dalia Grybauskaitė, nel 2014 ha ricoperto pro tempore il ruolo di consigliere capo del presidente della Lituania per la sicurezza nazionale, nel 2015 è stato nominato vice capo del Dipartimento per gli affari pubblici e nel 2022 è divenuto consigliere capo per la sicurezza nazionale del presidente della Lituania Gitanas Nausėda. Dal dicembre 2024 è Ministro degli Affari Esteri della Lituania nel Governo guidato da Gintautas Paluckas.